# Zawołaj mnie
Zawołaj mnie – szósty album zespołu Milano wydany w marcu 1997 roku w firmie fonograficznej Green Star. Płyta zawiera 17 utworów, w tym 8 premierowych piosenek, 3 piosenki z "Największe przeboje 1993-96", intro oraz 5 piosenek bonusowych. 

## Lista utworów
1. Intro - 0:50
2. "Jesteś moją naj..." - 4:00
3. "Złota plaża" - 4:40
4. "Jadę" - 4:50
5. "Żegnaj maleńka moja" - 4:30
6. "Zostań" - 6:02
7. "Ja będę z Tobą" - 4:17
8. "Piękna jak sen" - 4:20
9. "Gdzie moja miłość" - 4:15
10. "Pory roku" - 4:10
11. "Zawołaj mnie" - 4:05
12. "Chwila jak piosenka" - 4:05

BONUS TRACK:
1. "Oj nie kłam" - 4:40
2. "Spacerek" - 4:27
3. "Wróć do mnie" - 4:12
4. "Więc pokochaj" - 4:03
5. "Osiemnastka" - 3:36

## Autorzy
- Muzyka - Andrzej Borowski (7, 10, 15, 16), Bogdan Borowski (3, 13, 14), Piotr Kopański (2, 4, 5, 6, 8, 9, 11, 12, 17)
- Słowa - Andrzej Borowski (2, 3, 4, 5, 7, 8, 9, 10, 11, 12, 13, 15, 16, 17), Bogdan Borowski (14), Piotr Kopański (6)